# Anna Keel
Pour les articles homonymes, voir Keel.
Anna Keel, née Anne Diekmann le 16 avril 1940 à Chemnitz et morte le 14 septembre 2010 à Zurich, est une peintre allemande.

## Biographie
Anna Keel est née le 16 avril 1940 à Chemnitz. À l'âge de 11 ans, elle déménage avec sa famille à Zurich. 
En 1962, elle épouse Daniel Keel (de), le fondateur de la maison alémanique d'édition Diogenes.
Elle étudie avec le peintre Albers Pfifer de 1964 à 1966. Anna Keel vit et travaille à Zurich. En 1984, elle reçoit une bourse de l'académie de Berlin. Anna Keel expose à Zurich, Paris, Milan, Munich et Essen.
Anna Keel est morte le 14 septembre 2010 à Zurich.